# 수호성인 축일
수호성인 축일(영어: patronal feast, patronal festival; 스페인어: fiesta patronal; 카탈루냐어: festa patronal; 포르투갈어: festa patronal; 이탈리아어: festa patronale; 프랑스어: fête patronale)는 기독교의 영향을 받은 국가에서 축제를 개최하는 장소의 '천상의 옹호자' 또는 '수호성인'인 성인이나 처녀에게 바치는 연례 축제이다. 이 축제가 열리는 날은 해당 장소의 수호성인 축일(patronal feast day), 수호성인의 날(patronal day, patron day)이라고 한다.

## 축하

### 유럽에서

#### 이탈리아
10월 4일은 이탈리아의 수호성인의 날로 성 프란치스코와 성 캐서린 축일을 기념한다. 각 도시 또는 마을은 또한 지역 수호성인의 축제를 기념하여 공휴일을 기념한다. 예를 들면 다음과 같다. 로마는 6월 29일(성 베드로와 바오로), 밀라노는 12월 7일(성 암브로시우스), 나폴리는 9월 19일(성 야누아리우스), 베네치아는 4월 25일(전도사가 마르코), 피렌체는 6월 24일(세례자 요한) 등이 있다. 이탈리아의 주목할 만한 전통 수호성인 축제는 성 프란치스코와 캐서린 축일, 성 아가타 축제, 성 베드로와 바오로 축일, 산 제나로 축일, 암탉의 성모 축일이다.
예시
- 암탉의 성모 축일, 파가니, 캄파니아에서 부활절 두 번째 일요일
- 성 프란치스코와 캐서린 축일
- 산 제나로 축일

## 같이 보기
- 성인력
- 이탈리아의 공휴일